# ميخائيل لومباردي (مدرب كرة قدم)
ميخائيل لومباردي (بالإنجليزية: Michael Lombardi)‏ هو مدرب كرة قدم أمريكي، ولد في 19 يونيو 1959 في أوشن في الولايات المتحدة.